# Eddie Calhoun
Eddie Calhoun (* 13. November 1921 in Clarksdale, Mississippi; † 27. Januar 1993 in Paradise Lake, Mississippi) war ein US-amerikanischer Jazz-Bassist.
Calhoun wuchs in Chicago auf, wo er seine Karriere bei dem Saxophonisten Dick Davis (1947–49) und Ahmad Jamal (1951/52, The Complete Okeh, Parrot & Epic Sessions 1951–1955) begann. Danach arbeitete er in den Bands von Horace Henderson (1952–54) und Johnny Griffin (1954), als freischaffender Musiker mit Roy Eldridge, Billie Holiday und Miles Davis. Bekannt wurde er vor allem durch seine Zusammenarbeit mit Erroll Garner, die 1955 begann und bis 1966 andauerte; Calhoun wirkte auch 1955 bei Garners legendärem Columbia-Livealbum Concert by the Sea mit und ging in seinem Trio auf zahlreiche Welttourneen. In dieser Zeit wirkte er auch bei Aufnahmen von Willis Jackson mit.
Nach seiner Zeit bei Garner spielte Calhoun bei dem Pianisten und Sänger Norvel Reed (1967–68), danach führte er in Chicago von 1972 bis 1974 einen Nachtclub namens Cal's Place und leitete ein Sextett, mit dem er von 1975 bis 1980 im Fantasy Club auftrat. Von 1980 bis 1986 begleitete er Lennie Capp, dann wurde er Mitglied der Chicago All-Stars, mit denen er auch auf Europatournee ging.